# Gordon M. Graham

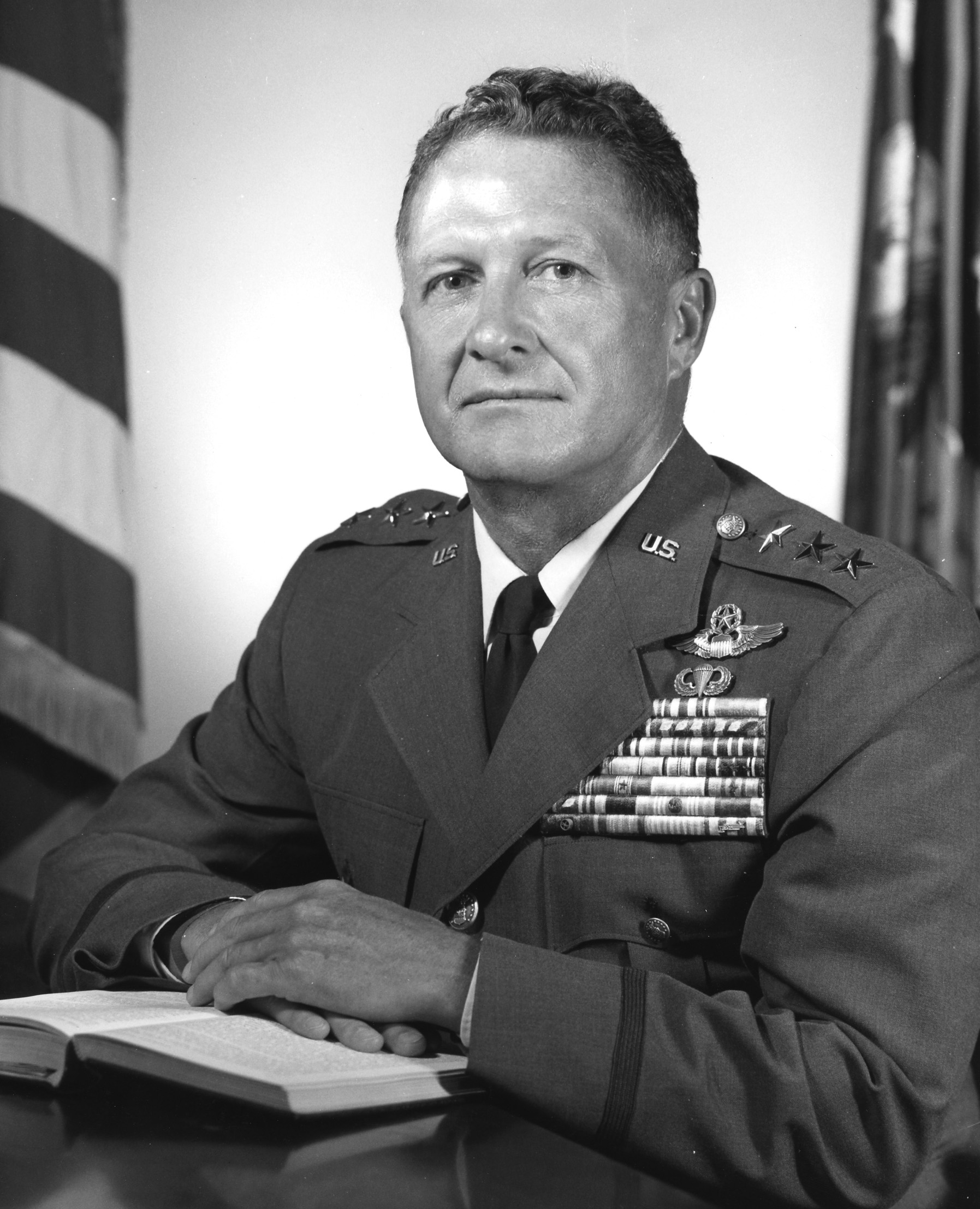
Gordon M. Graham

Gordon Marion Graham (* 16. Februar 1918 in Ouray, Ouray County, Colorado; † 22. März 2008 in Irvington, Lancaster County, Virginia) war ein Generalleutnant der United States Air Force. Er war unter anderem Kommandeur mehrerer Luftflotten und der United States Forces Japan.
Graham studierte bis 1940 Petroleum Engineering an der University of California, Berkeley. Nach einer anschließenden Offiziersausbildung gelangte er im Jahr 1941 in das Offizierskorps des United States Army. In dieser bzw. ab 1947 in der Air Force durchlief er anschließend alle Offiziersränge vom Leutnant bis zum Drei-Sterne-General.
Graham wurde zum Kampfpiloten ausgebildet und gehörte den United States Army Air Forces an. Während des Zweiten Weltkriegs war er als Kampfpilot auf dem europäischen Kriegsschauplatz eingesetzt. Dort kommandierte er zwischenzeitlich die 354th Fighter Squadron. Im Jahr 1946 schied er für vier Monate aus dem Militärdienst aus und arbeitete für eine Firma in Venezuela. Anschließend trat er erneut dem Militär bei und setzte seine Offizierslaufbahn fort. Im Jahr 1947 wurde er in die als eigenständige Waffengattung neu gegründete United States Air Force übernommen.
Zwischen 1949 und 1954 war er in den Nachrichtenabteilungen des Hauptquartiers der Luftwaffe bei den amerikanischen Luftstreitkräften in Japan tätig. Im Oktober 1955 übernahm er auf der Turner Air Force Base in Georgia das Kommando über das 31. Strategische Kampfgeschwader (31st Strategic Fighter Wing). Ab 1959 gehörte er wieder dem Stab des Hauptquartiers der Luftwaffe an. Im Jahr 1962 übernahm er auf der Seymour Air Force Base in North Carolina das Kommando über das 4. Kampfgeschwader (4th Fighter Wing). Danach wurde er ab Oktober 1963 stellvertretender Kommandeur der 19. Luftflotte (Nineteenth Air Force). Es folgte eine Versetzung zur Langley Air Force Base in Virginia, wo Gordon Garham dem Stab des Tactical Air Commands angehörte. Zwischen August 1965 und Juli 1966 leitete er dort dessen Stabsabteilung für Operationen.
Daran schloss sich zwischen Juli 1966 und August 1967 ein Einsatz im Vietnamkrieg an. Dort war er stellvertretender Kommandeur der 7. Luftflotte. Gleichzeitig flog er aber dort auch militärische Einsätze. Als Nächstes wurde er zur Shaw Air Force Base in South Carolina beordert, wo er im August 1967 den Oberbefehl über die 9. Luftflotte (Ninth Air Force) erhielt. Dieses Kommando bekleidete er bis zum August 1968. Dann kehrte er zur Langley Air Force Base zurück, wo er bis 1970 stellvertretender Kommandeur des Tactical Air Commands war.
Daran schloss sich eine erneute Versetzung nach Japan an. Dort übernahm er am 24. Februar 1970 als Nachfolger von Thomas K. McGehee das Kommando über die United States Forces Japan und gleichzeitig in Personalunion über die 5. Luftflotte. Diese Ämter bekleidete er bis zum 15. November 1972 als Robert E. Pursley seine Nachfolge antrat. Es folgte eine Versetzung nach Izmir in der Türkei, wo er bis zu seiner Pensionierung im Jahr 1973 die Sixth Allied Tactical Air Force kommandierte.
Während seiner aktiven Zeit als Militärpilot absolvierte er über etwa 9000 Flugstunden auf verschiedenen Flugzeugtypen.
Nach seiner Pensionierung arbeitete Gordon Graham für die Firma McDonnell Douglas Corp. deren Niederlassung in Tokio von ihm bis 1978 geleitet wurde. Danach war er bis 1983 in den USA weiterhin Vorstandsmitglied dieser Firma. Anschließend zog er sich in sein Privatleben zurück. Graham verbrachte seinen Lebensabend in Northern Neck in Virginia, wo er sich in einigen sozialen Bereichen engagierte. Er starb am 22. März 2008 und wurde auf dem amerikanischen Nationalfriedhof Arlington beigesetzt.

## Orden und Auszeichnungen
Gordon Graham erhielt im Lauf seiner militärischen Laufbahn unter anderem folgende Auszeichnungen:
- Air Force Distinguished Service Medal
- Silver Star
- Legion of Merit
- Distinguished Flying Cross
- Air Medal
- Joint Service Commendation Medal
- Air Force Commendation Medal